# L'ultimo giorno del toro
L'ultimo giorno del toro è un film del 2018 diretto da Alessandro Zizzo.

## Trama
Valerio Pavazzini è un quasi trentenne con una laurea in
lettere nel cassetto e un conto in banca decisamente florido grazie a un
padre banchiere.
Di origini pugliesi il nostro protagonista si trasferisce a Roma, dove
condivide la casa con due coinquilini affittuari e un animale domestico:
Omar, Clara e Alfio, il suo pesce combattente blu.
Valerio ha una particolarità, ha il cuore a destra, una malformazione cardiaca che gli permette comunque di fare una vita regolare, regolarissima, è sano come un pesce, ma ha paura che possa venirgli un infarto da un momento all’altro, la sua vera malattia è l’ipocondria.

## Distribuzione
Il film è stato distribuito sulla piattaforma Amazon Prime Video a partire dal 7 ottobre 2020.